# Gracillarioidea
Gracillarioidea é uma superfamília de pequenas mariposas da ordem Lepidoptera, divisão Ditrysia, contendo quatro ordens Roeslerstammiidae, Douglasiidae, Bucculatricidae e Gracillariidae. Contém mais de 2300 espécies distribuídas por 113 gêneros, no total. Geralmente produzem pequenas lagartas minadoras de tecidos vegetais, de onde algumas espécies tornaram-se importantes pragas agriculturais. As espécies mais comuns são lagartas minadoras de folhas da família Gracillariidae.